# Parodia nothorauschii
Parodia nothorauschii  es una especie de planta del género Parodia, de la familia de los cactus, orden Caryophyllales.

## Descripción
Parodia nothorauschii crece individualmente. Los brotes de color verde azulado, esféricos a cilíndricos cortos, alcanzan alturas de crecimiento de hasta 21 centímetros y un diámetro de 16 centímetros. El ápice del brote es densamente lanoso y espinoso. Las costillas de 20 a 28 se subdividen en protuberancias con una proyección similar a la barbilla. Las areolas en ellos son inicialmente lanosas y luego se vuelven desnudas. Las hasta cuatro espinas centrales que apuntan hacia abajo son de color negro a rosa claro. Tienen una longitud de hasta 2,2 centímetros. Las espinas centrales a veces son difíciles de distinguir de las espinas radiales. Las hasta 15 espinas radiales se irradian en forma de estrella, de color blanco a rosa claro y de hasta 8 milímetros de largo.
Las flores brillantes de color amarillo limón a menudo aparecen en racimos muy juntos en el ápice del brote. Alcanzan diámetros de 5 centímetros y longitudes de hasta 3,5 centímetros. Su pericarpelo y tubo floral están cubiertos de lana densa, blanca y marrón claro. Las cicatrices son moradas. Los frutos verdes alargados y de paredes delgadas se rompen y se cubren de lana blanca. Los frutos contienen semillas negras en forma de campana.

## Distribución
Parodia nothorauschii se distribuye en el estado brasileño de Río Grande del Sur y en el Departamento de Rivera en Uruguay.

## Taxonomía
La primera descripción como Notocactus rauschii fue hecha por Dirk Jan van Vliet en 1969 con la publicación Succulenta 1969: 3. Cuando el botánico y taxónomo inglés David Richard Hunt colocó la especie en el género Parodia en 1997 con la publicación Cactaceae Consensus Init. 4: 6, nom. nov., se necesitaba un nuevo nombre porque el nombre Parodia rauschii Backeb. (1963) ya existía. Otro sinónimo nomenclatural es Ritterocactus rauschii (Vliet) Doweld de 1999 que fue publicado en Sukkulenty 1999(2): 23.
Etimología
Parodia: nombre genérico otorgado en honor del botánico italiano Domingo Parodi (1823–1890).
nothorauschii: el epíteto se deriva de la palabra griega notho- para 'incorrecto' y la especie Parodia rauschii.
En la Lista Roja de Especies Amenazadas de la UICN, la especie está clasificada como "En Peligro Crítico (CR)". Catalogada como en peligro crítico de extinción.